# Saint-Méard-de-Drône
Saint-Méard-de-Drône är en kommun i departementet Dordogne i regionen Nouvelle-Aquitaine i sydvästra Frankrike. Kommunen ligger i kantonen Ribérac som tillhör arrondissementet Périgueux. År 2022 hade Saint-Méard-de-Drône 489 invånare.

## Befolkningsutveckling
Antalet invånare i kommunen Saint-Méard-de-Drône
Referens:INSEE